# Millicent Mary Chaplin
Millicent Mary Chaplin (Leadenham, Lincolnshire, 1790 - Normanby Park, 1858), Millicent Mary Reeve de nacimiento, fue una pintora inglesa conocida principalmente por sus acuarelas, dibujos y trabajos que representan el Canadá del siglo XIX. Firmó sus obras como MMC.

## Trayectoria
Chaplin vivió desde su nacimiento en Lincolnshire hasta que en 1838 viajó a Bajo Canadá (actual Quebec) con su marido Thomas Chaplin, un militar perteneciente a los Coldstream Guards, un regimiento de la Armada Británica. Permaneció en territorio norteamericano hasta 1842, siendo en este periodo de cuatro años cuando desarrolló la mayor parte de su obra conocida, con paisajes de Ottawa y las provincias marítimas de Canadá, así como representaciones de la gente local.[cita requerida]
Muy interesada por las diferencias culturales británicas de la población colona y de los pueblos autóctonos, Chaplin representó en sus acuarelas escenas de la vida cotidiana, tanto de los colonos de origen británico, como los indios hurones, con quienes estableció algunos contactos durante su estancia en Canadá. Su interés por la forma de vida desde un punto de vista integral la llevó a interesarse por cómo vivían los presos en los centros penitenciarios y a conocer las instalaciones sanitarias y académicas de estos centros. Apasionada de los medios de transporte, recorrió gran parte de Canadá en todos aquellos que estuvieron a su disposición: "Mientras estaba en América, la Señora Chaplin mostró un interés particular en los canales, barcos de vapor, alojamiento en hotel, ferrocarriles y viajes en diligencia. Su diario es importante para reflejar sus actitudes hacia los cambios en los medios de transporte, y para demostrar el gran interés que tuvo en ellos".
Chaplin fue diarista como su amiga Harriet Arbuthnot, dejando su particular testimonio de la vida colonial de la Norteamérica británica en diversos diarios. Durante sus viajes por el territorio norteamericano coincidió con personajes relevantes como los políticos George Etienne Cartier, John Beverly Robinson o George William Allan, así como la lingüista y artista Priscilla Fane o la ilustradora Miss Chamberlain.[cita requerida]
Aunque existe una cierta controversia por el hecho de ser considerada una artista amateur, aficionada a la pintura por su educación como mujer de la alta sociedad victoriana, y se cuestiona el valor artístico y antropológico de su trabajo, sus obras forman parte de las colecciones de los Archivos Nacionales de Canadá y el Museo Real de Ontario. Una colección de sus acuarelas y diarios de su visita a Canadá fue publicada como "Dibujo sobre la tierra: Las acuarelas y diarios del Nuevo Mundo (1838-1942)", editado por Jim Burant en 2004. Además de sus creaciones pictóricas propias, Chaplin reprodujo obras de artistas como James Hope-Wallace, Henry William Barnard y Philip John Bainbrigge.[cita requerida]